# بلدة بايبستون (ميشيغان)
بايبستون (بالإنجليزية: Pipestone Township, Michigan)‏ هي بلدة تقع بولاية ميشيغان في الولايات المتحدة. تبلغ مساحتها 93 (كم²)، وترتفع عن سطح البحر 228 م، بلغ عدد سكانها 2312 نسمة في عام تعداد الولايات المتحدة 2010 حسب إحصاء مكتب تعداد الولايات المتحدة وتصل الكثافة السكانية فيها 25.1 نسمة/كم2.

## وصلات خارجية
- www.pipestonetownship.org
- The US50 - Cities and Towns in Michigan State
- Michigan Cities and Towns, Facts, Map, Flag, Colleges, Government, and More